# Bosque Protector Ecuador
Según el SNAP, son bosques y vegetación protectores aquellas formaciones vegetales,
naturales o cultivadas, arbóreas, arbustivas o herbáceas de dominio público o privado, que
estén localizadas en áreas de topografía accidentada, en cabeceras de cuencas
hidrográficas o en zonas que por sus condiciones climáticas, edáficas e hídricas no son
aptas para la agricultura o ganadería, sus funciones son las de conservar el agua, el suelo,
la flora y la fauna silvestres
En 2023, en Ecuador existen 170 Bosques y Vegetación Protectora que cubren el 9% del territorio continental.
| Provincias                                | BVP                                                                                 | Código  | Año de creación | Tipo de Bosque |
| ----------------------------------------- | ----------------------------------------------------------------------------------- | ------- | --------------- | -------------- |
| Azuay                                     | Jeco                                                                                | BVP089  | 1987            | Privado        |
| Azuay                                     | Chorro                                                                              | BVP0135 | 2009            | Mixto          |
| Azuay                                     | Quinoa Miguir                                                                       | BVP0102 | 1987            | Estatal        |
| Azuay                                     | Totorillas                                                                          | BVP063  | 1982            | Privado        |
| Azuay                                     | Mazán                                                                               | BVP044  | 1982            | Estatal        |
| Azuay                                     | Subcuenca del río Dudahuaycu                                                        | BVP077  | 1982            | Estatal        |
| Azuay                                     | Sunsun Yanasacha                                                                    | BVP061  | 1983            | Mixto          |
| Azuay, Cañar, Guayas                      | Molleturo y Mollepongo                                                              | BVP0122 | 1993            | Mixto          |
| Azuay, Cañar, Chimborazo, Morona Santiago | 15 Áreas del Interior de la Cuenca del río Paute                                    | BVP0164 | 1985            | Estatal        |
| Azuay, El Oro                             | Uzchurrumi, La Cadena, Penada Dorada, Brasil                                        | BVP0120 | 1978            | Mixto          |
| Azuay, Guayas                             | Hacienda Cigasa                                                                     | BVP034  | 1990            | Privado        |
| Azuay, Morona Santiago                    | Cuenca del río Paute                                                                | BVP0165 | 1971            | Mixto          |
| Azuay, Morona Santiago                    | Tinajillas Río Gualaceno                                                            | BVP0166 | 2002            | Mixto          |
| Bolívar                                   | Subcuencas de los ríos Matiavi y Mulidianhuan (Pena Blanca)                         | BVP043  | 1988            | Privado        |
| Bolívar                                   | Hacienda Shishimbe                                                                  | BVP035  | 1987            | Privado        |
| Bolívar                                   | Naranja Pata                                                                        | BVP049  | 1994            | Privado        |
| Bolívar, Chimborazo                       | Cashca Totoras                                                                      | BVP010  | 1988            | Estatal        |
| Bolívar, Guayas                           | Chillanes Bucay                                                                     | BVP027  | 1989            | Estatal        |
| Carchi                                    | Cerro Golondrinas                                                                   | BVP015  | 1995            | Mixto          |
| Carchi                                    | El Hondón                                                                           | BVP095  | 1999            | Estatal        |
| Carchi                                    | Lomas Corazón y Bretaña                                                             | BVP090  | 1990            | Mixto          |
| Carchi                                    | Mirador de las Golondrinas                                                          | BVP080  | 1997            | Privado        |
| Carchi                                    | Los Arrayanes                                                                       | BVP0175 | 2021            | Municipal      |
| Cañar                                     | Cubilan                                                                             | BVP07   | 1982            | Estatal        |
| Cañar                                     | Papaloma Charum                                                                     | BVP072  | 1982            | Privado        |
| Cañar, Chimborazo                         | Hacienda Santa Martha de Shical                                                     | BVP078  | 1982            | Privado        |
| Chimborazo                                | El Cercado                                                                          | BVP0133 | 1993            | Privado        |
| Chimborazo                                | Chilicay y Manuelita                                                                | BVP026  | 1992            | Privado        |
| Chimborazo, Morona Santiago               | Subcuenca Alta del río Blanco                                                       | BVP0134 | 1990            | Estatal        |
| Cotopaxi                                  | Hacienda Aguallaca                                                                  | BVP033  | 1988            | Privado        |
| Cotopaxi, Los Ríos, Santo Domingo         | Murocomba                                                                           | BVP0132 | 2011            | Mixto          |
| Cotopaxi, Napo, Pichincha                 | Subcuencas altas de los ríos Antisana, Tambo, Tamboyacu y Pita                      | BVP0170 | 1994            | Estatal        |
| Cotopaxi, Pichincha, Santo Domingo        | Toachi Pilaton                                                                      | BVP08   | 1987            | Estatal        |
| Cotopaxi, Pichincha                       | Zarapullo                                                                           | BVP065  | 1986            | Privado        |
| Cotopaxi, Santo Domingo                   | Río Lelia                                                                           | BVP017  | 1994            | Estatal        |
| Cotopaxi, Tungurahua                      | Parte de los cerros de los Llanganates                                              | BVP0158 | 1991            | Estatal        |
| El Oro                                    | Casacay                                                                             | BVP09   | 1997            | Estatal        |
| El Oro                                    | Cuenca del río Moro-Moro                                                            | BVP048  | 1992            | Estatal        |
| El Oro                                    | Río Arenillas Presa Tahuin                                                          | BVP019  | 1989            | Estatal        |
| El Oro, Loja                              | Bosque petrificado de Puyango                                                       | BVP068  | 1987            | Mixto          |
| Esmeraldas                                | Asociación agrícola Carchi-Imbabura                                                 | BVP03   | 1994            | Privado        |
| Esmeraldas                                | Ciudad de los Muchachos                                                             | BVP016  | 1993            | Privado        |
| Esmeraldas                                | Cuenca del río Cube                                                                 | BVP022  | 1990            | Estatal        |
| Esmeraldas                                | Cuencas de los ríos Tabiazo, Atacames, Sua y Tonchigue                              | BVP04   | 1993            | Estatal        |
| Esmeraldas                                | Humedal del Yalare                                                                  | BVP0108 | 1997            | Privado        |
| Esmeraldas, Imbabura                      | Cebú                                                                                | BVP076  | 2005            | Estatal        |
| Esmeraldas, Imbabura                      | Intag (El Chontal)                                                                  | BVP0142 | 1994            | Privado        |
| Esmeraldas                                | Lamone                                                                              | BVP039  | 1995            | Privado        |
| Imbabura                                  | Cascada de Peguche                                                                  | BVP0137 | 1995            | Mixo           |
| Imbabura                                  | El Angla                                                                            | BVP0174 | 2020            | Comunitario    |
| Imbabura                                  | Loma de Guayabillas                                                                 | BVP0152 | 2001            | Estatal        |
| Imbabura                                  | Los Cedros                                                                          | BVP081  | 1995            | Privado        |
| Imbabura                                  | Neblina                                                                             | BVP011  | 2009            | Privado        |
| Imbabura                                  | Pajas de Oro                                                                        | BVP050  | 1997            | Privado        |
| Imbabura                                  | Siempre Verde                                                                       | BVP057  | 1994            | Privado        |
| Imbabura                                  | Siempre Vida                                                                        | BVP058  | 1995            | Privado        |
| Imbabura                                  | Subcuenca del río Blanco - Pimampiro                                                | BVP0124 | 1988            | Estatal        |
| Imbabura                                  | Peribuela, Imantag                                                                  | BVP082  | 1989            | Estatal        |
| Imbabura                                  | Tambo Grande La Florida                                                             | BVP0117 | 1994            | Privado        |
| Imbabura, Pichincha                       | Animanga o taminanga Grande                                                         | BVP062  | 1979            | Privado        |
| Imbabura, Pichincha                       | Cushnirumi (San Alberto)                                                            | BVP024  | 1994            | Privado        |
| Imbabura, Pichincha                       | Hacienda Piganta                                                                    | BVP052  | 1984            | Privado        |
| Imbabura, Pichincha                       | Paso Alto                                                                           | BVP0136 | 2011            | Estatal        |
| Guayas                                    | Papagayo de Guayaquil                                                               | BVP0155 | 2012            | Estatal        |
| Guayas                                    | Bosqueira                                                                           | BVP0107 | 2010            | Estatal        |
| Guayas                                    | Cerro Blanco                                                                        | BVP013  | 1989            | Mixto          |
| Guayas                                    | La Prosperina                                                                       | BVP040  | 1994            | Privado        |
| Guayas                                    | Cerro El Paraiso                                                                    | BVP0121 | 1989            | Estatal        |
| Guayas                                    | El Sendero Palo Santo                                                               | BVP0161 | 1996            | Privado        |
| Guayas                                    | Yansun - Limbo                                                                      | BVP0103 | 2010            | Estatal        |
| Guayas                                    | Los Gelices                                                                         | BVP0169 | 2015            | Privado        |
| Guayas                                    | Estero Salado                                                                       | BVP032  | 1986            | Estatal        |
| Guayas, Los Ríos, Manabí, Santo Domingo   | Daule - Peripa                                                                      | BVP02   | 1987            | Estatal        |
| Guayas, Santa Elena                       | Subcuenca del río Chongon                                                           | BVP059  | 1995            | Estatal        |
| Loja                                      | Barrio Susuco                                                                       | BVP01   | 1992            | Estatal        |
| Loja                                      | Dr. Servio Aguirre Vilamagua                                                        | BVP069  | 2000            | Privado        |
| Loja                                      | El Bosque                                                                           | BVP029  | 1994            | Privado        |
| Loja                                      | El Guabo                                                                            | BVP030  | 1988            | Estatal        |
| Loja                                      | El ingenio y Santa Rosa                                                             | BVP0141 | 1987            | Privado        |
| Loja                                      | El Sayo                                                                             | BVP070  | 2000            | Estatal        |
| Loja                                      | La Ceiba                                                                            | BVP0126 | 1998            | Privado        |
| Loja                                      | La Chora Rosabel                                                                    | BVP0113 | 2008            | Privado        |
| Loja                                      | La Chorrera                                                                         | BVP037  | 1994            | Estatal        |
| Loja                                      | Microcuenca Quebrada Jorupe y Cerros Jatopamba, Shulo Chuqui y Murinuma             | BVP045  | 1996            | Estatal        |
| Loja                                      | Rumi Wilco                                                                          | BVP071  | 2000            | Privado        |
| Loja                                      | Santa Rita                                                                          | BVP0154 | 1988            | Estatal        |
| Loja                                      | Zhique Salado                                                                       | BVP066  | 1994            | Privado        |
| Loja, Morona Santiago, Zamora Chinchipe   | Subcuenca Alta del río León y Microcuencas de los ríos San Felipe de Oña y Shincata | BVP0123 | 2009            | Estatal        |
| Loja, Zamora Chinchipe                    | Colambo - Yacuri                                                                    | BVP021  | 2002            | Mixto          |
| Loja, Zamora Chinchipe                    | Corazón de Oro                                                                      | BVP0153 | 2000            | Mixto          |
| Loja, Zamora Chinchipe                    | Cuenca del río Malacatos en Loja                                                    | BVP036  | 1988            | Estatal        |
| Loja, Zamora Chinchipe                    | Cuencas que forman los ríos: San Francisco, San Ramón y Sabanilla                   | BVP0139 | 1970            | Estatal        |
| Los Ríos                                  | Aguacatal de arriba (Jauneche)                                                      | BVP0132 | 1987            | Privado        |
| Manabí                                    | El Artesan EcuadorianHands                                                          |         | 2022            | Privado        |
| Manabí                                    | Cuenca del Río Pajan                                                                | BVP0173 | 1995            | Privado        |
| Manabí                                    | Subcuencas de los ríos Cantagallo y Jipijapa                                        | BVP060  | 1989            | Privado        |
| Manabí                                    | Sancán - Cerro de Montecristi                                                       | BVP055  | 1996            | Estatal        |
| Manabí                                    | Colinas Circundantes a Portoviejo                                                   | BVP098  | 1994            | Estatal        |
| Manabí                                    | Poza Honda                                                                          | BVP0162 | 1972            | Estatal        |
| Manabí                                    | Carrizal-Chone                                                                      | BVP05   | 1988            | Estatal        |
| Manabí                                    | Pata de Pájaro                                                                      | BVP051  | 1995            | Estatal        |
| Morona Santiago                           | Cordillera Kutuku y Shaimi                                                          | BVP0167 | 1990            | Estatal        |
| Morona Santiago, Zamora Chinchipe         | Cordillera del Cóndor                                                               | BVP087  | 2005            | Estatal        |
| Morona Santiago                           | Samikimi                                                                            | BVP084  | 2002            | Estatal        |
| Morona Santiago                           | Abanico                                                                             | BVP0110 | 2006            | Privado        |
| Morona Santiago                           | Microcuenca del río Blanco                                                          | BVP088  | 2000            | Estatal        |
| Morona Santiago                           | Tsuraku o Arutam                                                                    | BVP073  | 1997            | Comunitario    |
| Morona Santiago                           | BioGeoCultural Tuna Karamma                                                         | BVP079  | 2003            | Estatal        |
| Morona Santiago, Tungurahua               | Cerro Candelaria                                                                    | BVP0168 | 2015            | Privado        |
| Napo                                      | Cumandá                                                                             | BVP023  | 1994            | Privado        |
| Napo                                      | Cuencas de los ríos Colonso, Tena, Shiti                                            | BVP0160 | 1998            | Estatal        |
| Napo                                      | Hacienda Santa Rosa de Cumandá                                                      | BVP056  | 1997            | Privado        |
| Napo                                      | Mondaña                                                                             | BVP096  | 2002            | Privado        |
| Napo                                      | Selva Viva                                                                          | BVP092  | 1996            | Privado        |
| Napo                                      | Venecia                                                                             | BVP093  | 1992            | Privado        |
| Napo                                      | Yacuma                                                                              | BVP0172 | 2005            | Privado        |
| Napo, Orellana                            | Cerro Sumaco y Cuenca alta del río Suno                                             | BVP0129 | 1987            | Estatal        |
| Napo, Sucumbíos                           | La Cascada                                                                          | BVP0128 | 1998            | Estatal        |
| Napo, Sucumbíos                           | Parte media y alta del río Tigre                                                    | BVP091  | 1991            | Estatal        |
| Orellana                                  | Estación Científica Payamino                                                        | BVP099  | 1992            | Estatal        |
| Orellana                                  | Estación Científica San Carlos                                                      | BVP094  | 1992            | Estatal        |
| Orellana, Sucumbíos                       | Pañacocha                                                                           | BVP0130 | 1994            | Estatal        |
| Pastaza                                   | Ceploa                                                                              | BVP097  | 2005            | Privado        |
| Pastaza                                   | Jawa Jee                                                                            | BVP0104 | 1997            | Mixto          |
| Pastaza                                   | Moravia                                                                             | BVP047  | 1997            | Privado        |
| Pastaza, Tungurahua                       | Habitagua                                                                           | BVP0157 | 1994            | Estatal        |
| Pichincha                                 | Cambugan                                                                            | BVP086  | 2001            | Privado        |
| Pichincha                                 | Caracha                                                                             | BVP0116 | 1987            | Privado        |
| Pichincha                                 | Chilcapamba y Aromapamba                                                            | BVP025  | 1990            | Privado        |
| Pichincha                                 | Concepcion de Saloya                                                                | BVP0101 | 1993            | Privado        |
| Pichincha                                 | Cuenca del río Guayllabamba (Area 1 - Area 2)                                       | BVP0149 | 1989            | Estatal        |
| Pichincha                                 | Flanco Oriental de Pichincha y cinturon verde de Quito                              | BVP0148 | 1968            | Estatal        |
| Pichincha                                 | Hacienda San Eloy                                                                   | BVP083  | 1974            | Privado        |
| Pichincha                                 | Jerusalen                                                                           | BVP075  | 1989            | Mixto          |
| Pichincha                                 | La Balsa                                                                            | BVP0100 | 1993            | Privado        |
| Pichincha                                 | La Paz y San Jose de Quijos                                                         | BVP0114 | 1985            | Privado        |
| Pichincha                                 | Maquipucuna                                                                         | BVP042  | 1989            | Privado        |
| Pichincha                                 | Mashpi                                                                              | BVP0127 | 2004            | Privado        |
| Pichincha                                 | Milpe Pachijal                                                                      | BVP0118 | 2000            | Privado        |
| Pichincha                                 | Mindo Nambillo                                                                      | BVP0147 | 1988            | Mixto          |
| Pichincha                                 | Mojanda Grande                                                                      | BVP046  | 1994            | Privado        |
| Pichincha                                 | Pishashi                                                                            | BVP053  | 1993            | Privado        |
| Pichincha                                 | Predio Pacay                                                                        | BVP0144 | 2010            | Privado        |
| Pichincha                                 | San Carlos de Yanahurco                                                             | BVP0115 | 1986            | Privado        |
| Pichincha                                 | San Francisco                                                                       | BVP054  | 1994            | Privado        |
| Pichincha                                 | San Segundo                                                                         | BVP028  | 1998            | Privado        |
| Pichincha                                 | Santa Rosa y Yasquel                                                                | BVP0150 | 1987            | Privado        |
| Pichincha                                 | Suro Chiquito                                                                       | BVP06   | 1995            | Privado        |
| Pichincha                                 | Tanlahua y Ampliación                                                               | BVP0145 | 1995            | Privado        |
| Pichincha                                 | Toaza                                                                               | BVP0151 | 1989            | Privado        |
| Pichincha                                 | Tulipa Pachijal                                                                     | BVP0131 | 2009            | Estatal        |
| Pichincha                                 | Umbria                                                                              | BVP064  | 1994            | Estatal        |
| Santa Elena                               | Cangrejal de Olon                                                                   | BVP0111 | 2002            | Estatal        |
| Santa Elena                               | Cordillera Chongón-Colonche                                                         | BVP067  | 1994            | Privado        |
| Santa Elena                               | Esterillo Oloncito                                                                  | BVP074  | 2001            | Estatal        |
| Santa Elena                               | Loma alta y ampliación                                                              | BVP041  | 1987            | Privado        |
| Santo Domingo                             | Cuenca del río Cajones                                                              | BVP020  | 1988            | Estatal        |
| Santo Domingo                             | Delta                                                                               | BVP0119 | 1993            | Privado        |
| Santo Domingo                             | Estación Científica río Guajalito                                                   | BVP031  | 1995            | Privado        |
| Santo Domingo                             | Hacienda La Perla                                                                   | BVP0146 | 2012            | Privado        |
| Santo Domingo                             | La Indiana                                                                          | BVP038  | 1994            | Privado        |
| Santo Domingo                             | Tanti                                                                               | BVP0156 | 1995            | Privado        |
| Sucumbíos                                 | El Bermejo                                                                          | BVP0140 | 1998            | Estatal        |
| Sucumbíos                                 | Sacha Lodge                                                                         | BVP085  | 2010            | Privado        |
| Tungurahua                                | Cerro Casigana                                                                      | BVP018  | 1984            | Mixto          |
| Tungurahua                                | Hacienda Guamag                                                                     | BVP0176 | 2021            | Privado        |
| Zamora Chinchipe                          | Cuenca alta del río Nangaritza                                                      | BVP0163 | 2002            | Estatal        |
| Zamora Chinchipe                          | Micha Nunke                                                                         | BVP0109 | 2008            | Comunitario    |
| Zamora Chinchipe                          | TiwiNunka                                                                           | BVP0112 | 2008            | Estatal        |
| Zamora Chinchipe                          | Tukupi Nunke                                                                        | BVP0125 | 2008            | Estatal        |